# Suaeda fruticosa
Suaeda fruticosa är en amarantväxtart som beskrevs av Peter Forsskål och Johann Friedrich Gmelin. Suaeda fruticosa ingår i släktet saltörter, och familjen amarantväxter. Utöver nominatformen finns också underarten S. f. ambigua.

## Bildgalleri

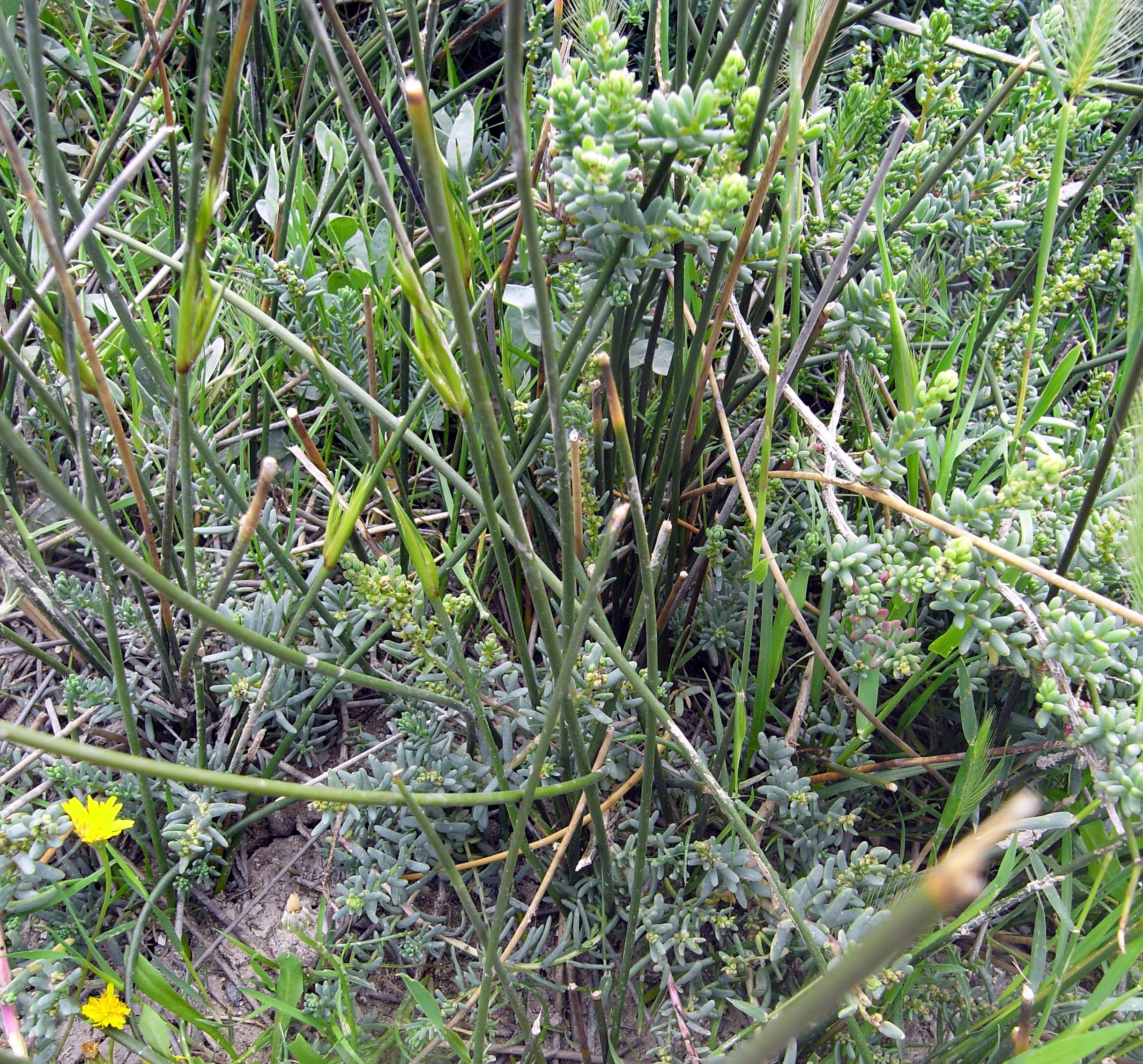